# باغ ملا (باغ‌ملک)
باغ ملا (باغ‌ملک)، روستایی از توابع شهر قلعه تلبخش مرکزی شهرستان باغ‌ملک در استان خوزستان ایران است.

## جمعیت
این روستا در دهستان قلعه تل قرار دارد و براساس سرشماری مرکز آمار ایران در سال ۱۳۸۵، جمعیت آن ۱۸۷ نفر (۴۵خانوار) بوده‌است.